# مون یونگ
مون یونگ (کره‌ای: 문영؛ انگلیسی: Moon Young) یک فیلم درام محصول سال ۲۰۱۵ کره جنوبی به نویسندگی و کارگردانی کیم سو یون و با بازی کیم ته ری است.

## بازیگران
- کیم ته ری در نقش مون یونگ
- جونگ هیون در نقش هی سو
- پارک وان گیو در نقش پدر
- پارک جونگ شیک در نقش کوان هیوک چول
- جانگ هیانگ سوک در نقش زن میانسال ۱
- هو وون جونگ در نقش زن میانسال ۲
- نام بو را در نقش یونگ اون
- لی جین کیونگ در نقش معلم